# معاهدة سلام

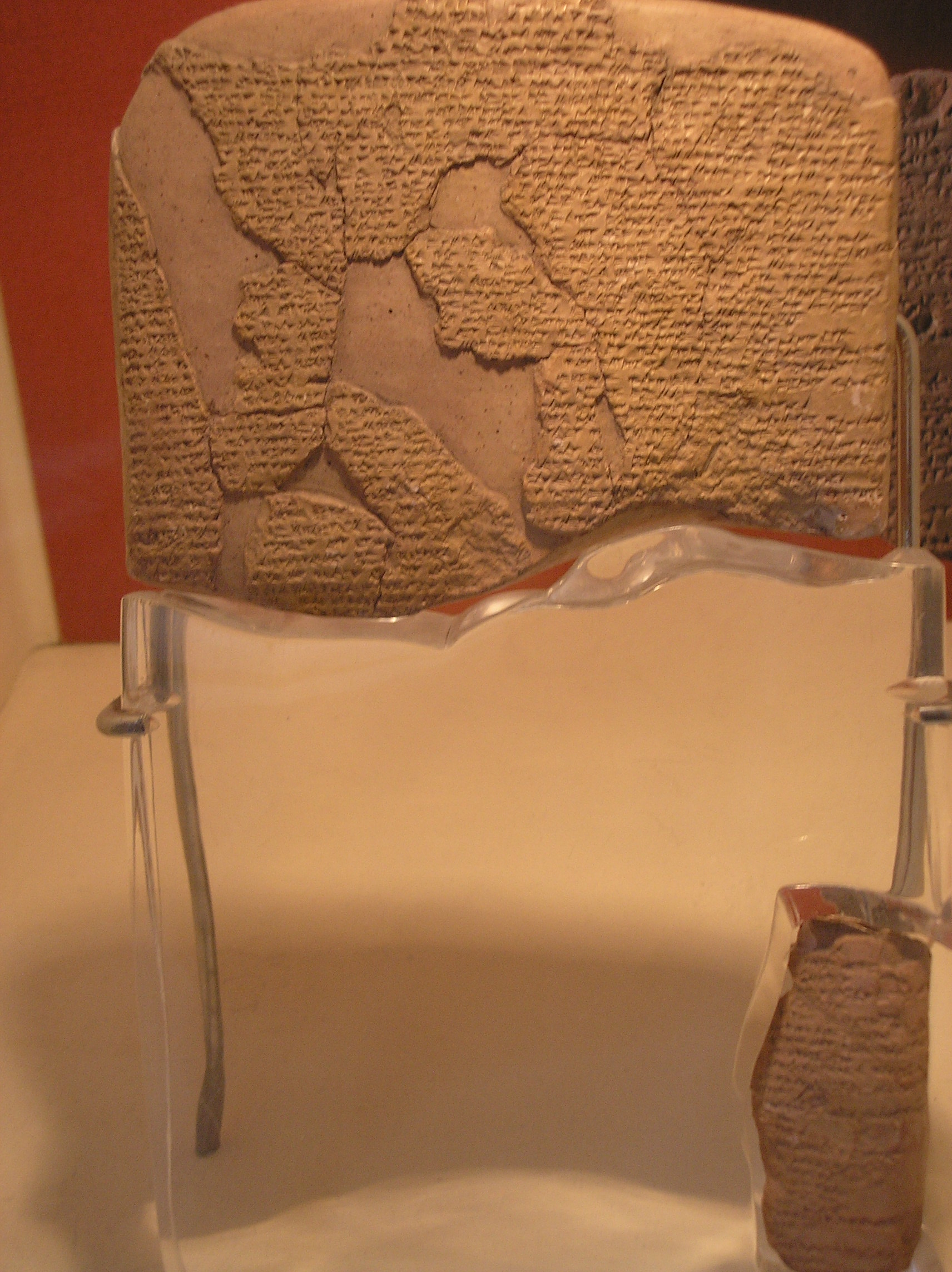

معاهدة السلام في القانون الدولي هي اتفاقية بين دولتين مستقلتين أو أكثر، تكون في العادة وثيقة مكتوبة، أو تكون أحيانا شفهية ولكن بموافقة ممثلي كل الدول. عادة ما تبدأ المعاهدة الدولية أولا من خلال الدبلوماسيين المعتمديين الذين يكونون على اتصال مستمر مع حكوماتهم إذا كان هناك اتفاق على نص المعاهدة. يوجد العديد من أنواع المعاهدات، مثل المعاهدات التجارية التي تشمل الاتفاقيات المتعلقة بالرسوم والملاحة، معاهدة تبادل المجرمين بين الدول التي من خلالها يتم إعادة تسليم المجرم الهارب للدولة التي هرب منها للمحاكمة.